# 胡桂高
胡桂高（19世纪—20世纪），字仰三，福建闽侯人，清末民初福建省政治、军事人物。

## 生平
胡桂高系生员出身，早年就读于福建讲武堂，并驻防于福宁府两年多。宣统年间任新军第十镇第三十八标第一营帮带，辛亥革命时参加于山战役有功，民国元年（1912年）升任民国首任福宁府知府。民国12年任福建省警察厅厅长兼警务处处长，民国13年10月，任福建省地方自治筹备处处长（本委任陈培锟，因适逢丁父忧而改委胡）。民国15年与萨君豫共同受北洋政府授予的陆军少将加中将衔。

## 艺术形象
在小说《辛亥大军阀》中，胡桂高以三十八标统带的身份被描写为一个出生于苏州豪门的买官者。